# Эшиже
Эшиже́ (фр. Échigey) — коммуна во Франции, находится в регионе Бургундия. Департамент коммуны — Кот-д’Ор. Входит в состав кантона Женли. Округ коммуны — Дижон.
Код INSEE коммуны — 21242.

## Население
Население коммуны на 2010 год составляло 292 человека.
| 1962 | 1968 | 1975 | 1982 | 1990 | 1999 | 2010 |
| ---- | ---- | ---- | ---- | ---- | ---- | ---- |
| 129  | 110  | 148  | 196  | 184  | 214  | 292  |

## Экономика
В 2010 году среди 189 человек трудоспособного возраста (15—64 лет) 129 были экономически активными, 60 - неактивными (показатель активности - 68,3%, в 1999 году было 79,4%).  Из 129 активных жителей работали 123 человека (69 мужчин и 54 женщины), безработных было 6 (3 мужчин и 3 женщины).  Среди 60 неактивных 24 человека были учениками или студентами, 12 - пенсионерами, 24 были неактивными по другим причинам.